# إدوارد موريكه
إدوارد موريكه (بالألمانية: Eduard Mörike) هو كاتب وشاعر ألماني. ولد عام 1804 في لودفيجسبورج، ومات عام 1875 في شتراسبورج. وهو ابن أحد أطباء الأسنان، درس علم اللاهوت في دير توبنجن، وأصبح قسيساً من 1834 إلى 1843 ولكنه أُحيل مبكراً إلى التقاعد.

## أعماله
- قصائد (1838-1848. ولحن العديد من القصائد).
- القزم من مدينة شتوتغارت «Das Stuttgarter Hutzlemännlein» (حكاية خرافية 1835).
- الرسام نولته «Maler Nolte» (رواية 1832).
- موتسارت في رحلته إلى براغ «Mozart auf Reise nach Prag» (أقصوصة 1856).

## روابط خارجية
- إدوارد موريكه على موقع IMDb (الإنجليزية)
- إدوارد موريكه على موقع الموسوعة البريطانية (الإنجليزية)
- إدوارد موريكه على موقع ميوزك برينز (الإنجليزية)
- إدوارد موريكه على موقع ديسكوغز (الإنجليزية)